# Lycée de la rue de Russie
Le lycée de la rue de Russie est un lycée secondaire tunisien situé sur la rue de Russie à Tunis. C'est l'un des premiers établissements scolaires pour jeunes filles du pays.

## Histoire
L'« école Jules-Ferry », baptisée par le décret beylical du 25 avril 1903, est transformée en 1914 en « petit lycée Jules-Ferry » en ne gardant que les classes élémentaires préparant à l'enseignement secondaire des jeunes filles, tandis que les classes secondaires constituent, le 1er janvier 1915, le « lycée Armand-Fallières » recrutant exclusivement des filles, l'actuel lycée de la rue de Russie,.
En 1904, l'école compte ses deux premières musulmanes inscrites en externat surveillé. Les Françaises constituent la majorité de l'effectif (plus des trois-quarts), l'autre quart étant composé d'Israélites, d'Italiennes, de Maltaises et de quelques élèves de nationalités diverses.

## Anciens élèves
Parmi les anciens élèves du lycée, on peut noter : 
- Akissa Bahri (1956- ), ingénieure agronome et femme politique ;
- Tawhida Ben Cheikh (1909-2010), première femme musulmane du Maghreb à exercer comme médecin ;
- Juliette Bessis (1925-2017), historienne contemporanéiste, spécialiste du Maghreb ;
- Mémia El Benna (1966- ), universitaire et femme politique ;
- Fatma Chamakh-Haddad (1936-2013), professeure, philosophe, féministe et militante, première femme philosophe de l'histoire de la Tunisie ;
- Gisèle Halimi (1927-2020), avocate, militante féministe et femme politique ;
- Habiba Menchari (v. 1907-1961), féministe socialiste ;
- Fethia Mzali (1927-2018), femme politique et l'une des deux premières femmes ministres de Tunisie.